# Kiziljurti járás
A Kiziljurti járás (oroszul: Кизилюртовский район) Oroszország egyik járása Dagesztánban. Székhelye Kiziljurt.

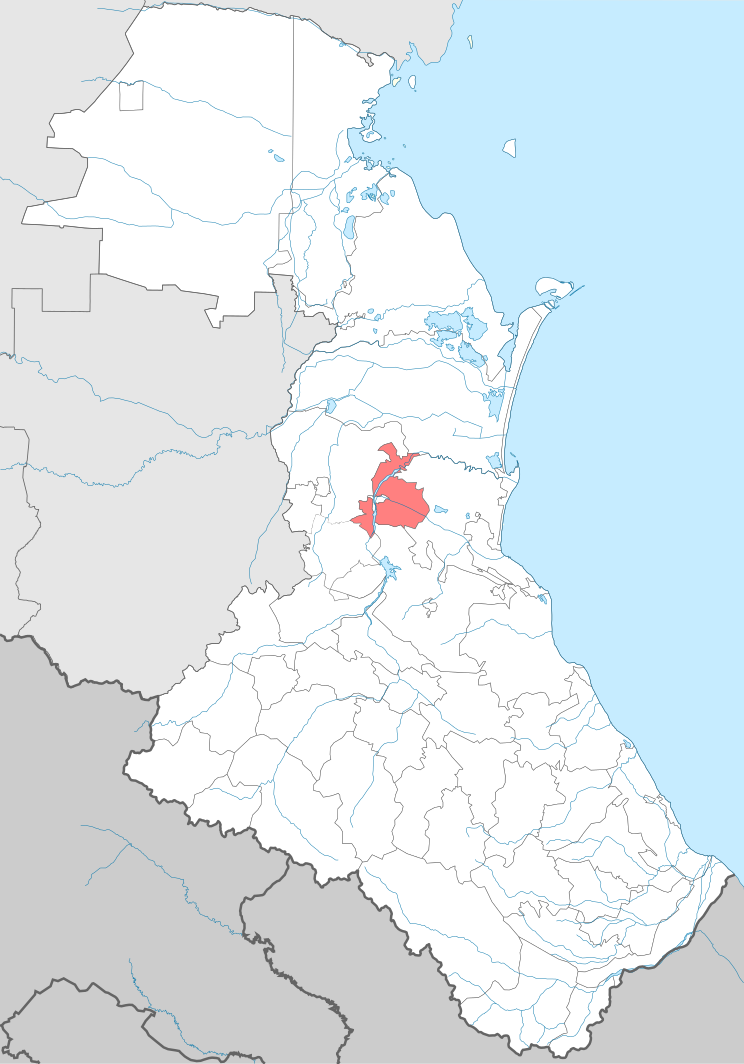
A Kiziljurti járás Dagesztánban

## Népesség
- 1989-ben 51 921 lakosa volt, melyből 37 639 avar (72,5%), 9 837 kumik (18,9%), 1 198 csecsen (2,3%), 1 162 lak (2,2%), 784 dargin, 682 orosz, 207 agul, 80 lezg, 38 azeri, 37 nogaj, 31 rutul, 26 tabaszaran, 15 cahur.
- 2002-ben 70 440 lakosa volt, melyből 58 101 avar (82,5%), 8 103 kumik (11,5%), 1 894 csecsen (2,7%), 1 242 lak (1,8%), 431 dargin, 245 orosz, 99 lezg, 36 azeri, 11 agul, 9 tabaszaran, 7 nogaj, 4 rutul.
- 2010-ben 61 876 lakosa volt, melyből 51 599 avar (83,4%), 6 469 kumik (10,5%), 1 541 csecsen (2,5%), 908 lak (1,5%), 326 dargin, 175 orosz, 140 lezg, 20 azeri, 17 nogaj, 12 tabaszaran, 8 rutul, 4 agul.